# Stephenson (Wisconsin)
Stephenson – miasto w Stanach Zjednoczonych, w stanie Wisconsin, w hrabstwie Marinette.